# Tetratheca
Tetratheca es un género con 77 especies de plantas perteneciente a la familia Elaeocarpaceae.

## Taxonomía
El género  fue descrito por James Edward Smith y publicado en Spec. Bot. New Holland 5. 1793. La especie tipo es: Tetratheca juncea Sm.

## Especies seleccionadas
- Tetratheca aculeata
- Tetratheca affinis
- Tetratheca aphylla
- Tetratheca baueraefolia
- Tetratheca calva
- Tetratheca pilosa